# Artúr Görgei
Artúr Görgei (în maghiară görgői és toporci Görgei Artúr, în germană Arthur Görgey von Görgő und Toporc; n. 30 ianuarie 1818, Toporec, Prešovský kraj, Slovacia – d. 21 mai 1916, Budapesta, Austro-Ungaria) a fost un lider militar maghiar, care a deținut funcția de ministru de război al Ungariei (7 mai - 7 iulie 1849) în timpul Revoluției Maghiare de la 1848.

## Biografie
S-a născut la Toporc (astăzi Toporec) în Ungaria de Sus într-o familie nobiliară maghiară descendentă din țipțeri germani, care emigraseră în Ungaria de Sus în timpul domniei regelui Géza al II-lea al Ungariei (1131-1161). În timpul reformei ei s-au convertit la protestantism. Numele său de familie se referă la originea familiei din satul Görgő (în maghiară Görgői „de Görgő”).

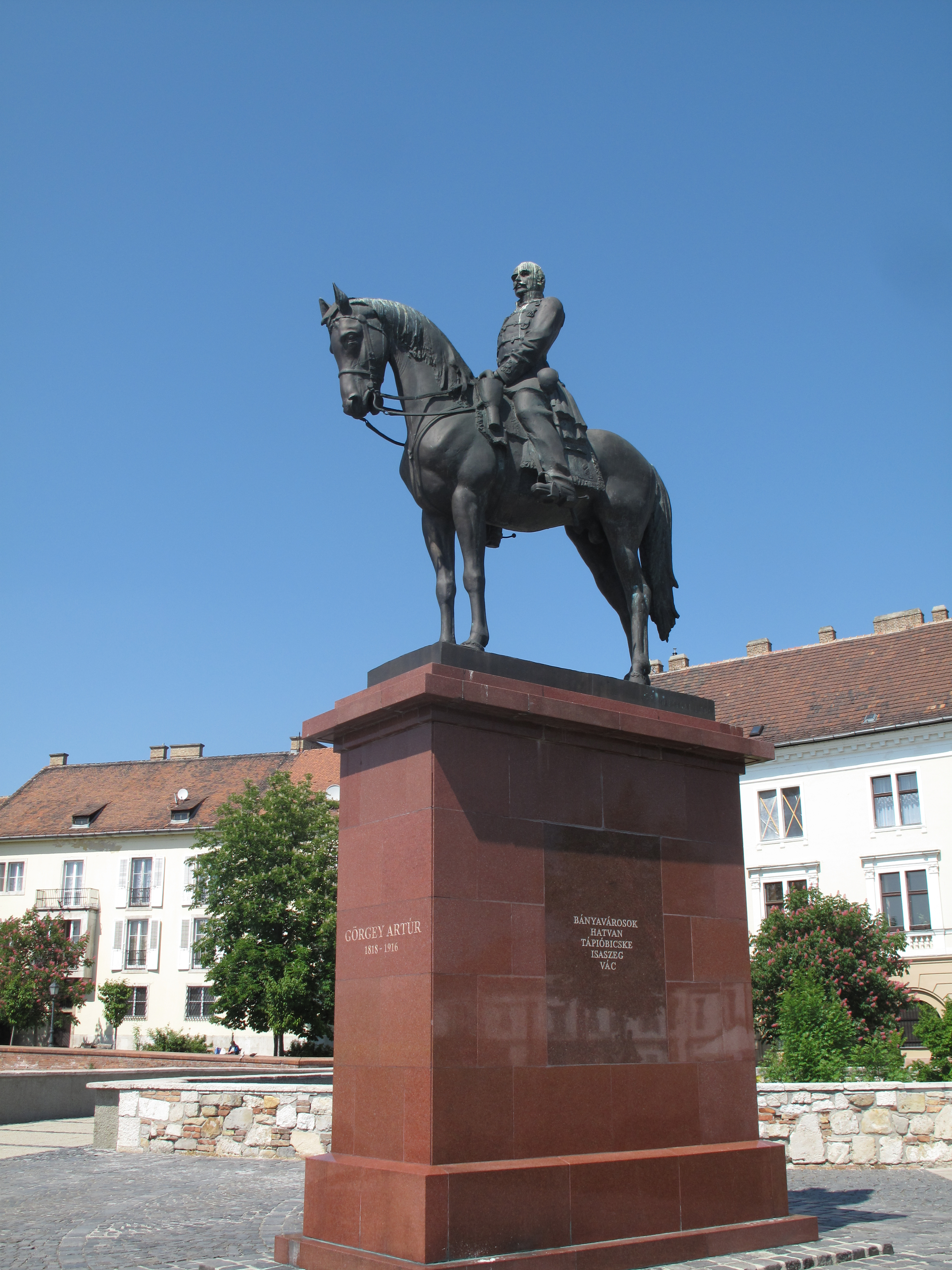
Statuia ecvestră a lui Artúr Görgei din Budapesta

În 1837 a intrat în Corpul de Gardă al Nobililor Maghiari de la Viena, unde a combinat serviciul militar cu studii efectuate la universitate. În 1845, după moartea tatălui său, el a părăsit armata pentru a studia chimia la Universitatea Carolină din Praga, după care s-a retras la moșiile familiei din Ungaria.

### Revoluția Maghiară din 1848-1849
În momentul izbucnirii Revoluției Maghiare din 1848 împotriva Imperiului Austriac, Görgei s-a alăturat rebelilor și și-a schimbat numele de familie nobiliar Görgey von Görgő în cel de Görgei. El a intrat în Armata Honvezilor cu gradul de căpitan, a fost însărcinat cu achiziționarea de arme și a devenit în curând maior și comandant al gărzilor naționale de la nord de Tisa. În timpul acțiunilor de rezistență împotriva traversării Dunării de către armata croată în dreptul insulei Csepel, Görgei l-a capturat și arestat pe bogatul conte maghiar Ödön Zichy. Contele Zichy a fost acuzat de trădare pentru activitățile sale proaustriece, trimis în fața curții marțiale și spânzurat.
După mai multe succese împotriva forțelor militare croate, dintre care cel mai remarcabil a fost la Ozora, unde au fost luați circa 10.000 de prizonieri, Görgei a fost numit comandant al armatei maghiare de pe cursul superior al Dunării. Dar când trupele austriece conduse de generalul Windisch-Grätz au traversat râul Leitha, el a hotărât să se retragă. În ciuda mustrărilor primite de la superiorul său politic, Lajos Kossuth, el și-a menținut ordinul și s-a retras la Vác. Aici, iritat de ceea ce considera a fi o intervenție nejustificată în planurile sale, el a emis la 5 ianuarie 1849 o proclamație prin care a aruncat vina pentru înfrângerile recente ale armatei maghiare asupra guvernului, revoltându-se practic împotriva autorității guvernamentale. Görgei s-a retras în Munții Metaliferi din Slovacia și a condus operațiuni militare după propriile sale decizii.
Comanda supremă i-a fost acordată generalului Henryk Dembiński, dar atunci când acesta a pierdut Bătălia de la Kápolna (în care corpul lui Görgei a ajuns prea târziu pentru a participa efectiv la luptă) comanda i-a fost acordată din nou lui Görgei. El a condus strălucit campania militară din primăvara anului 1849 și l-a învins pe Windisch-Grätz într-o serie de ciocniri armate. În aprilie 1849 Görgei a câștigat luptele de la Gödöllő, Isaszeg și Nagysalló (azi Tekovské Lužany), a eliberat orașul Komárom (azi Komárno) și a câștigat din nou o luptă la Vác. El nu a reușit să-și continue succesele prin conducerea unei ofensive către frontiera austriacă, mulțumindu-se să elibereze Buda, capitala Ungariei, în care a dorit să restabilească Dieta Ungariei. După ce a eliberat Buda, Görgei a rămas inactiv timp de câteva săptămâni.
Între timp, la o dietă ce a avut loc la Debrețin, Kossuth a propus în mod oficial detronarea dinastiei de Habsburg. Görgei a refuzat oferta lui Kossuth de a primi bastonul de feldmareșal și nu a fost de acord cu noul regim. Cu toate acestea, el a acceptat pe 7 mai 1849 portofoliul de ministru de război, în timp ce și-a păstrat comanda trupelor mobilizate pe teren. Rușii au intervenit în luptă la rugămintea austriecilor, iar armatele austro-rusești avansau tot mai mult în interiorul Ungariei. Kossuth a înțeles imposibilitatea continuării luptei și a demisionat din funcția de președinte-regent. Görgei, care luptase puternic împotriva inamicului, i-a succedat ca dictator militar cu puteri sporite. Convins că nu va putea rupe liniile inamice, Görgei s-a predat, cu armata sa de 20.000 de infanteriști și 2.000 de cavaleriști, generalului rus Rüdiger în ceea ce este cunoscută astăzi sub numele de Capitularea de la Șiria.

### După revoluție

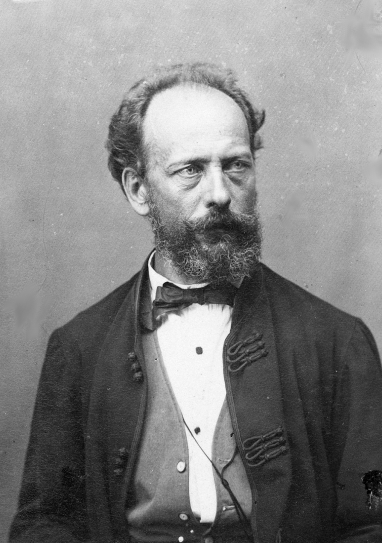
Artúr Görgei, circa 1867

Görgei nu a fost trimis în fața curții marțiale, așa cum au fost trimiși generalii săi, ci ținut în detenție la Klagenfurt. El a trăit acolo și a lucrat în domeniul chimiei până în 1867, când a fost iertat și i s-a permis să se întoarcă în Ungaria. Capitularea de la Șiria și mai ales faptul că viața lui a fost cruțată în timp ce generalii săi și mai mulți ofițeri și soldați unguri au fost spânzurați sau împușcați au făcut să fie acuzat de trădare de către opinia publică maghiară. După eliberarea sa, el nu a mai îndeplinit niciun rol în viața publică.

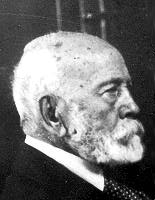
Görgei la bătrânețe

Încercarea mai multor foști tovarăși de luptă de a-l reabilita în 1885 nu a fost primită favorabil în Ungaria. După câțiva ani de lucru ca inginer feroviar s-a retras la Visegrád, unde a trăit retras. El fusese considerat zeci de ani ca trădător și umilit de multe ori în piețele publice, dar în ultimii ani ai vieții sale rolul foarte important în timpul Revoluției și talentul său militar excepțional i-au fost recunoscute pe scară largă de către compatrioții săi.
Generalul Görgei și-a justificat acțiunile sale militare în cartea Mein Leben und Wirken in Ungarn 1848–1849 (Leipzig, 1852), într-o lucrare publicată anonim sub titlul Was verdanken wir der Revolution? (1875) și într-un răspuns la acuzațiile formulate de Kossuth (semnat János Demár) în Budapesti Szemle, 1881, pp. 25-26. Printre cei care au scris în favoarea lui au fost căpitanul István Görgey (1848–1849 bol, Budapesta, 1885) și colonelul Aschermann (Ein offenes Wort in der Sache des Honved-Generals Arthur Görgey, Cluj, 1867).

## Legături externe
- Artúr Görgei (1852). My life and acts in Hungary in the years 1848 and 1849. Harper. Mai multe valori specificate pentru |autor= și |nume= (ajutor), full public-domain text of Görgey's Mein Leben und Wirken in Ungarn 1848–1859, în traducere engleză

| Funcții politice           | Funcții politice                    | Funcții politice       |
| -------------------------- | ----------------------------------- | ---------------------- |
| Predecesor: Lázár Mészáros | Ministru de război al Ungariei 1849 | Succesor: Lajos Aulich |